# Сікстен Єрнберг
Е́дді Сі́кстен Є́рнберг (швед. Eddy Sixten Jernberg, 6 лютого 1929,
Ліма, Даларна — 14 липня 2012, Мура) — видатний шведський лижник, чотириразовий олімпійський чемпіон, володар дев'яти олімпійських нагород, учасник трьох Олімпіад, багаторазовий чемпіон світу. Спеціалізувався в забігах на марафонські лижні дистанції.

## Біографія
Став відомий у віці 20 років, коли він виграв чемпионат округу Даларна 1949 року.
Вперше виступив у складі лижної збірної Швеції в 1954 на чемпіонаті світу в Фалуні, завершив кар'єру в 1964у після Олімпійських ігор в Інсбруку.
Він двічі перемагав у Васалоппеті (1955 і 1960).
До зимових Олімпійських ігор 1972 в Саппоро, Єрнберг взимку 1969-70 був запрошений японськими силами самооборони з метою допомогти вибрати трасу для біатлону.

## Підготовка
Сікстен відомий своєю величезною витривалістю. Коли всі інші лижники шведської національної команди зібралися на збори, він розглядав це, як відпустку. Він ввів дуже серйозну підготовку в Швеції і дійсно тренувався на межі самокатування. Наприклад, він припаркував свій автомобіль за 100 км від тренувального табору і біг до нього на лижах. Він не любив пропускати день без тренування. В одному старті у нього була гарячка і він кашляв кров'ю, але все одно закінчив 50 км гонку. Цією злегка божевільною поведінкою він встановив стандарт для майбутніх шведських лижніков. Так, Гунде Сван зізнався, що Сікстен був зразком для його підготовки. Цитата з Гунде: «Здавалось, він (Сікстен) не любив своє власне тіло і намагався покарати його різними способами».
Його девіз на змаганнях був: «Стартувати на максимумі і прискорюватися».

## Результати на зимових Олімпійських іграх

### Кортіна д'Ампеццо 1956
- 15 км: срібло
- 30 км: срібло
- 50 км: золото
- Естафета 4 х 10 км: бронза

### Скво-Веллі 1960
- 15 км: срібло
- 30 км: золото
- 50 км: 5-е місце
- Естафета 4 х 10 км: 4-е місце

### Інсбрук 1964
- 15 км: бронза
- 30 км: 5-е місце
- 50 км: золото
- Естафета 4 х 10 км: золото

## Результати на чемпіонатах світу

### Фалун 1954
- 30 км: 4-е місце
- Естафета 4 х 10 км: бронза

### Лахті 1958
- 15 км: 4-е місце
- 30 км: бронза
- 50 км: золото
- Естафета 4 х 10 км: золото

### Закопане 1962
- 30 км: 10-е місце
- 50 км: золото
- Естафета 4 х 10 км: золото

## Нагороди
- Золота медаль газети «Свенска даґбладет» (разом з Ларсом Халом[en]) — 1956
- Холменколленською медаллю — 1960
- Mohammed Taher Trophy (нагорода МОК за внесок у лижні гонки) — 1965